# Зімін Микола Олександрович
Микола Олександрович Зімін (рос. Николай Александрович Зимин; 25 травня 1983, м. Москва, СРСР) — російський хокеїст, захисник. Майстер спорту.
Вихованець хокейної школи «Самородок» (Хабаровськ). Виступав за «Самородок» (Хабаровськ), «Динамо-Енергія» (Єкатеринбург), «Янтар» (Сіверськ), ХК «Бєлгород», «Сєвєрсталь» (Череповець), ХК «Липецьк», «Хімік» (Воскресенськ), «Дизель» (Пенза), ХК «Рязань».